# Bivacco Bedin
Il Bivacco Margherita Bedin è un bivacco alpino del CAI situato nel gruppo delle Pale di San Lucano. Si trova sul pianoro della Prima Pala ad una quota di 2210 m s.l.m. È stato eretto nel 1977 dal gruppo alpinistico vicentino, in memoria di una loro socia, Margherita Bedin, deceduta sul Gran Sasso d’Italia.

## Struttura
La piccola costruzione di legno con rivestimento in lamiera si distingue da altri bivacchi di tipo “Berti” per la verandina dalle cui finestrelle panoramiche è possibile godere di una vista su importanti vette dolomitiche quali Civetta, Agner, Tofane e Cristallo, nonché sulla Valle di San Lucano e sulla Conca Agordina. L'alloggio è provvisto di 9 cuccette.

## Sentieri

### Via normale
La via tradizionale per raggiungere il bivacco prevede la partenza da Pràdimezzo (873 m), nel comune di Cencenighe Agordino, seguendo i sentieri 764 e 765, passando per malga Ambrosogn.

### Boral della Besausega
Vi è una seconda via di accesso, questa volta partendo dalla Valle di San Lucano, attraverso il Boral della Besausega, molto meno battuta in quanto estremamente tecnica e resa ultimamente impraticabile dall'incendio del 2018 e dalla successiva tempesta Vaia.